# Sanjosex
Carles Sanjosé, més conegut pel nom artístic Sanjosex, (la Bisbal d'Empordà, 1977) és un músic i arquitecte català. Actualment, la seva banda la completen Pep Mula (bateria), Miquel Sospedra (baix) i Juliane Heinemann (guitarra, teclats i cors). En el passat han format part de la banda Richie Álvarez, Paco Jordi, Sisu Coromina, Toni Molina, Eduard Font i Xarim Aresté.
Sanjosex ha publicat fins ara els discos d'estudi Viva! (Bankrobber, 2005), Temps i rellotge (Bankrobber, 2007), Al marge d'un camí (Bankrobber, 2010) i Festival (Bankrobber, 2014) a més del directe La viu-viu: Sanjosex en concert (Bankrobber, 2012). Diverses cançons d'aquests discos han aparegut a la sèrie de TV3 Porca misèria: «Fem l'amor», «Temps o rellotge», «Puta revolution» i «Mixolídia blues». També va interpretar la banda sonora de l'última temporada de Ventdelplà.
El grup ha actuat en festivals com Primavera Club, BAM, MMVV, popArb, Senglar Rock i Altaveu i també al Festival Du Désert (Mali). A més, Sanjosex va protagonitzar l'any 2012 una gira amb el guitarrista flamenc Chicuelo.

## Discografia
- Viva! (Bankrobber, 2005)
- Temps i rellotge (Bankrobber, 2007)
- Al marge d'un camí (Bankrobber, 2010)
- La viu-viu: Sanjosex en concert (Bankrobber, 2012)
- Festival (Bankrobber, 2014)[2]
- Càntut (Bankrobber, 2016)
- Dos Somnis (Bankrobber, 2020)